# Parke (canton)
Pour les articles homonymes, voir Parke.
Parke est un canton canadien situé dans la municipalité régionale de comté de Kamouraska, dans la région administrative du Bas-Saint-Laurent, au Québec. Il a été proclamé officiellement en 1920 et son nom a été officialisé le 5 décembre 1968. Le territoire du canton est entièrement compris dans le territoire non organisé de Picard.

## Toponymie
Le canton tire son nom de Thomas Parke (1793–1864), un constructeur, architecte, homme politique, journaliste et fonctionnaire d'origine irlandaise. Arrivé à York en 1820, il devient arpenteur général de la province du Canada de 1841 jusqu'à l'abolition de cette fonction en 1845. Il a également été député de Middlesex (1841–1844) en Ontario, puis percepteur des douanes dans les villes de Port Colborne et Port Dalhousie, aujourd'hui intégrées à Saint Catharines, où il est décédé.

## Entente de cogestion
En juin 2023, une entente de cogestion du territoire de Parke d'une durée de 5 ans est conclue entre le gouvernement du Québec et la Première Nation Wolastoqiyik Wahsipekuk (PNWW), à la suite de négociations amorcées en 2019 et d'une entente de nation à nation signée en 2022,,. L'objectif est de permettre aux membres de la PNWW de pratiquer des activités traditionnelles, culturelles et de conservation sur ce territoire ancestral.
Depuis l'automne 2023, une chasse communautaire encadrée est autorisée sur le territoire. En 2024, la PNWW limite volontairement les prélèvements à quinze orignaux et sept chevreuils dans le cadre de ce projet pilote impliquant une dizaine de chasseurs. Les activités sont supervisées par un comité de mise en œuvre composé de représentants de la nation et du gouvernement.
La chasse y est interdite aux non-Autochtones,.